# Resare-Bengts plan

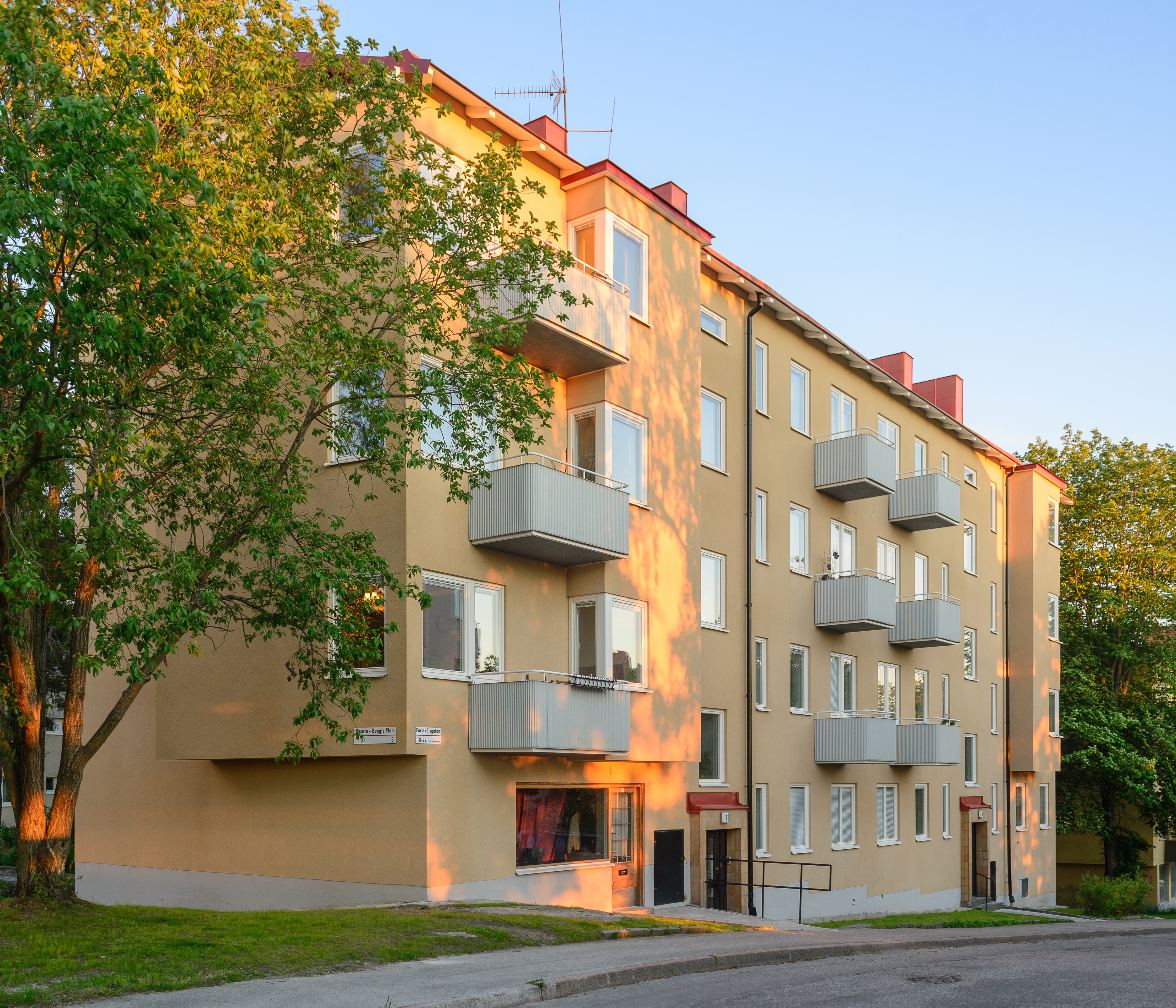
Resare-Bengts plan i juli 2020.

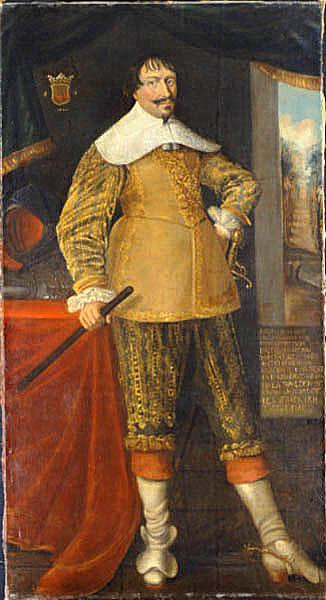
Porträtt av Bengt Oxenstierna (1591–1643)

Resare-Bengts plan är en gata i Hammarbyhöjden i sydöstra Stockholm. Gatan är en smalhusstadsliknande väg med tidstypiska 1930- och 1940-tals hus och har postorten Johanneshov.
Planet fick sitt namn 1932 efter det svenska riksrådet och diplomaten Bengt Oxenstierna, ofta benämnd Resare-Bengt på grund av sina färder till avlägsna platser utomlands.